# Ä̌
Cette page contient des caractères spéciaux ou non latins. S’ils s’affichent mal (▯, ?, etc.), consultez la page d’aide Unicode.
Ä̌ (minuscule : ä̌), appelé A tréma caron, est un graphème utilisé dans l’écriture du han ou de l’otomi de San Jerónimo Acazulco.
Il s’agit de la lettre A diacritée d’un tréma et d’un caron.

## Représentations informatiques
Le A tréma caron peut être représenté avec les caractères Unicode suivants :
- décomposé et normalisé NFC (latin étendu A, diacritiques)[1],[2] :

| formes    | représentations | chaînes de caractères | points de code | descriptions                                      |
| --------- | --------------- | --------------------- | -------------- | ------------------------------------------------- |
| capitale  | Ä̌               | Ä◌̌                    | U+00C4 U+030C  | lettre majuscule latine a tréma diacritique caron |
| minuscule | ä̌               | ä◌̌                    | U+00E4 U+030C  | lettre minuscule latine a tréma diacritique caron |

- décomposé et normalisé NFD (latin de base, diacritiques) :

| formes    | représentations | chaînes de caractères | points de code       | descriptions                                                  |
| --------- | --------------- | --------------------- | -------------------- | ------------------------------------------------------------- |
| capitale  | Ä̌               | A◌̈◌̌                   | U+0041 U+0308 U+030C | lettre majuscule latine a diacritique tréma diacritique caron |
| minuscule | ä̌               | a◌̈◌̌                   | U+0061 U+0308 U+030C | lettre minuscule latine a diacritique tréma diacritique caron |